# 車両異常挙動検知システム
車両異常挙動検知システム（しゃりょういじょうきょどうけんちシステム）は、西日本旅客鉄道（JR西日本）が開発した併発事故防止のための安全保安装置のことである。

## 概要
このシステムは、脱線、転覆、衝突などを車両挙動監視装置により自動的に検知して、当該列車を緊急停止させて被害を低減させるとともに、周囲の列車に防護無線を発信して併発事故を防止するものである。
これまでは、脱線などが起きた場合、乗務員が周囲の列車に異常を知らせる装置であるTE装置を作動させる必要があった。また、2009年の安全推進有識者会議において、2005年に発生したJR福知山線脱線事故を踏まえ「脱線を検知して自動的に列車防護を行う装置について、早急に整備すべき」とのことも受けて開発した。
開発は2009年から始められ、2009年から2011年の間では、システムを作動させる加速度を検討するため、「脱線時等の車両挙動最小値」と「通常時の車両挙動最大値」を把握するための、車両の脱線試験、車両運転シミュレーション、営業列車の車両挙動データ収集を行い、2011年には試作機を用いた脱線試験による動作確認試験を実施、2012年には現車への試作機を搭載して長期耐久試験を実施した後に、2013年に営業車両への搭載に向けた設計に着手している。
このシステムは曙ブレーキ工業との共同開発であり、『平成27年度日本鉄道サイバネティクス協議会技術賞 優秀賞』を受賞している。

## システムの作動
車両の車端下部には、曙ブレーキ工業製加速度センサーを内蔵した車両挙動監視装置が搭載されており、把握している脱線時等の車両挙動最小値と通常時の車両挙動最大値の間で、列車が脱線・転覆・衝突した際にシステムが作動する加速度が設定されている。その加速度以下の車両挙動では検知してもシステムは作動しないが、列車が脱線・転覆・衝突した時に、その加速度以上の車体上下加速度（脱線）、車体左右加速度（転覆）、車体前後加速度（衝突）の車両挙動を検知した場合にはシステムが作動して、TE装置を自動的に作動させ、非常ブレーキの動作、同時に半径 1km圏内にいる列車に対して防護無線の発信、パンタグラフ降下、警笛の吹鳴、信号炎管の点火が自動的に行われる。

## 搭載車両
- 521系電車（3次車のみ）
- 207系電車（体質改善車）
- 227系電車
- 225系電車（100・5100番台）
- 323系電車[3]
- 87系気動車
- 35系客車
- 221系電車（体質改善工事の途中より、未搭載車も定期検査で追加）
- 321系電車（編成内の一部車両のみ）
- 223系電車（体質改善車）

## 今後
今後、導入する在来線電車・気動車に標準で装備するとしている。
なお、既存の在来線電車・気動車についても今後10年かけて全車両(約3500両)に整備するとしている。